# Camperdown (Nouvelle-Galles du Sud)
Pour les articles homonymes, voir Camperdown.
Camperdown est une banlieue de Sydney, dans l'État de Nouvelle-Galles du Sud, en Australie.
Camperdown est située à quatre kilomètres au sud-ouest du centre d'affaires de Sydney et fait partie de la région Inner West (en). C'est une banlieue très peuplée qui abrite l'hôpital Royal Prince Alfred (en), l'université de Sydney et le cimetière de Camperdown (en).
L'origine du nom provient de la bataille de Camperdown.